# Besouro
Besouro – brazylijski film biograficzny z gatunku dramat z 2009 roku wyreżyserowany przez João Daniela Tikhomiroffa. Wyprodukowany przez wytwórnię Buena Vista International. Główną rolę w filmie zagrał Aílton Carmo.
Premiera filmu miała miejsce 30 października 2009 roku w Brazylii.

## Opis fabuły
Akcja filmu rozgrywa się w latach 20. XX wieku. Besouro (Aílton Carmo) od dziecka uczy się capoeiry. Pewnego dnia jego nauczyciel zostaje zamordowany. Besouro wyrusza w mistyczną podróż w głąb dżungli, która na zawsze odmienia jego życie. Staje się wielkim mistrzem capoeiry, obdarzonym nadprzyrodzonymi zdolnościami.

## Obsada
Źródło: Filmweb
- Aílton Carmo jako Besouro
- Jéssica Barbosa jako Dinorá
- Ânderson Santos de Jesus jako Quero-Quero
- Flávio Rocha jako pułkownik Venâncio
- Irandhir Santos jako Noca de Antônia
- Macalé jako mistrz Alípio
- Leno Sacramento jako Chico Canoa
- Cris Vianna jako Teresa
- Sérgio Laurentino jako Exu
- Adriana Alves jako Oxum
- Geísa Costa jako Zulmira
- Servílio de Holanda jako Genival

i inni